# ایمره ماکووتس
ایمره ماکووتس (مجاری: Makovecz Imre؛ زادهٔ ۲۰ نوامبر ۱۹۳۵، بوداپست – ۲۷ سپتامبر ۲۰۱۱، بوداپست) معمار، برندهٔ جایزه‌های کشوت و میکلوش ایبل و خالق چندین معماری ارگانیک در مجارستان است. او بنیان‌گذار و رئیس افتخاری فرهنگستان هنر مجارستان بود.

## زندگی و حرفه

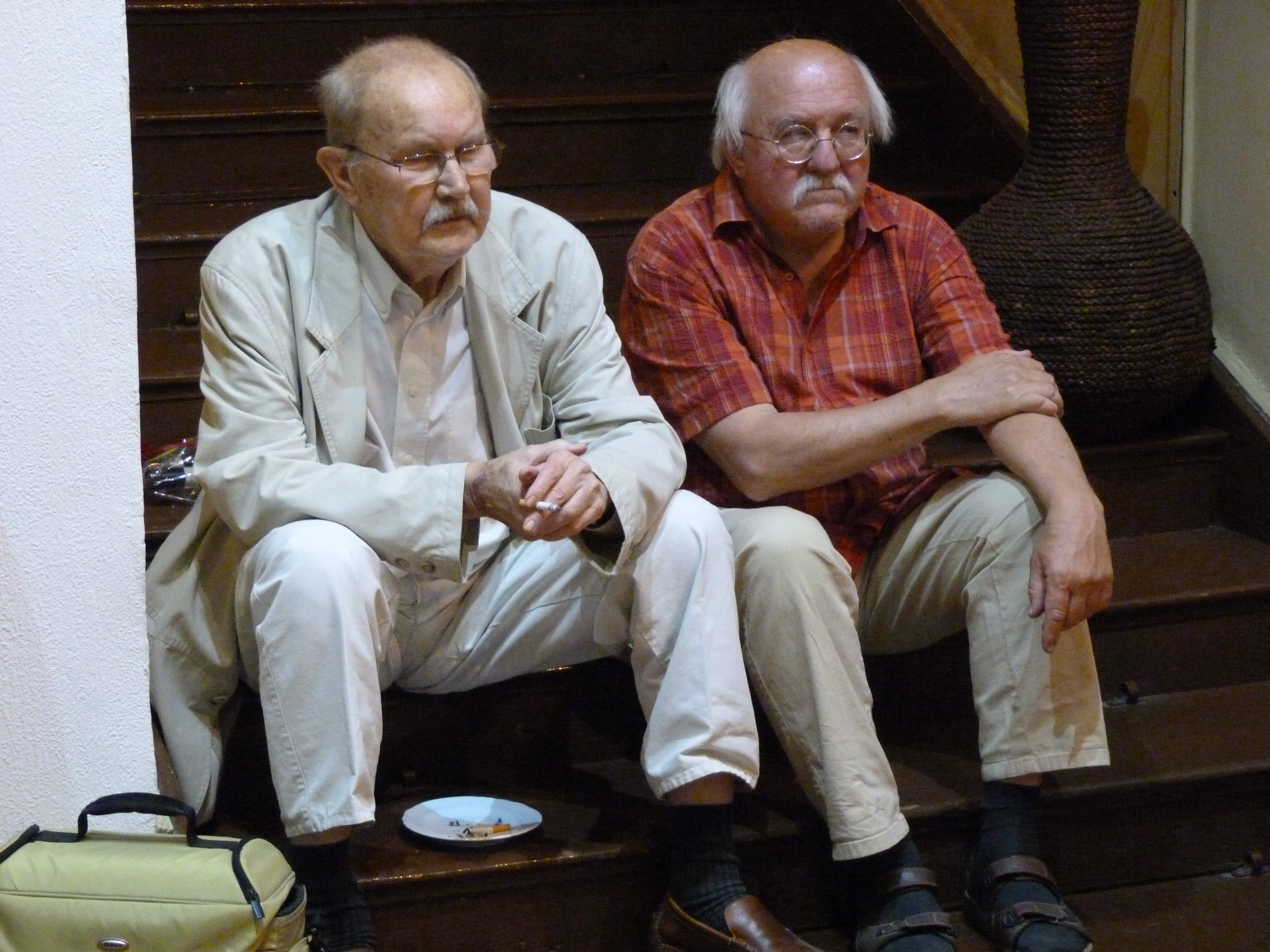
ایمره ماکووتس در سن میانسالی

استاد معماری ارگانیک مجارستان، در ده سال اول زندگی خود زمان زیادی را در روستای زادگاه پدرش، نادی‌کاپورناک در زالا گذراند که تأثیر زیادی نه تنها در زندگی شخصی، بلکه در آینده شغلی او نیز داشت.
ماکووتس امتحانات تکمیلی را در دبیرستان شاندور پتوفی در بوداپست گذراند و مابین ۱۹۵۴ تا ۱۹۵۹ در دانشگاه فناوری و اقتصاد تحصیلات دانشگاهی را به پایان رساند.
بین سال‌های ۱۹۵۹ تا ۱۹۷۷، او برای شرکت‌های دولتی مختلفی کار کرد؛ اما در این بین با همکارانش برای سازمان‌دهی انجمن‌های فرهنگی و ساخت خانه‌های روستایی رو به نابودی حومه شهرها سفر می‌کرد. آنها در شاروش‌پاتاک، شروع به ساخت واحدهای مسکونی مقرون به صرفه‌تر از پانل کردند، اما در آن زمان، نظر مثبتی به وی نبود، بنابراین او از پروژه بیرون رفت و تا ۱۹۸۱ به عنوان معمار اصلی پارک جنگلی کوه‌های پیلیش کار کرد. در این دوره، در سال ۱۹۷۹، مهمان‌خانه‌ای از اولین ساختمان‌ها را طراحی کرد که برای او شهرت بین‌المللی به همراه آورد.
پس از تأسیس یک دفتر معماری مستقل در ۱۹۸۱ که اکنون نیز دایر است، بسیاری از ساختمان‌های عمومی از قبیل کلیساها و مراکز اجتماعی را در شهرهای روستایی طراحی کرد و به خالق سبک معماری ارگانیک مشهور شد.
دههٔ ۱۹۸۰، در دانشگاه فنی بوداپست، کالج هنرهای کاربردی، کالج MÉSZ و فرهنگستان بین‌المللی معماری تدریس می‌کرد.
او کلیسای شهر پاکش، اولین اثر قابل توجه به زعم خود را با سقف باریک و سوزنی، ورودی طاقدار و سبک منحصر به خودش طراحی و شهرت ملی پیدا کرد. به‌طور مشابه، کلیسای لوتری در شهر شیوفوک، یک جاذبه توریستی و دارای مشخصه سبک او است. شهرت او با مجتمع دانشگاه کاتولیک پیتر پازمانی، استفانِئوم در پیلش‌چابا، که فضای قرون وسطایی را تداعی می‌کند، افزایش یافت. در میان آثار اخیرش، خانهٔ پیاز در ماکو و استخر شنای آلادار بیتشکِیی در شهر اِگِر دارای سبک مشخص او هستند. ماکووتس طراحی غرفهٔ مجارستان در نمایشگاه جهانی ۱۹۹۲ در شهر سویل را نیز بر عهده داشت. تا به امروز بیش از صد ساختمان با کارکردهای متفاوت در کارنامه او است، ساختمان‌هایی که با استفاده از مواد اولیه سنتی به‌ویژه چوب نه به‌عنوان عنصر تزئینی بلکه در خود سازه ساخته شده‌اند.
وی معتقد بود، ساختمان باید طوری به نظر برسد که گویی پایین آن از زمین رشد کرده و بالای آن از آسمان فرود آمده است. هدف معماری این است که ساختمان با محیط یکی شود و به‌طور ارگانیک با منظره سازگار شود.
ماکووتس از بنیانگذاران اتحادیه کاروی کوش و آکادمی هنر مجارستان بود که بعدها رئیس آن شد و در فرهنگستان بین‌المللی معماری نیز عضویت داشت.

## نگارخانه

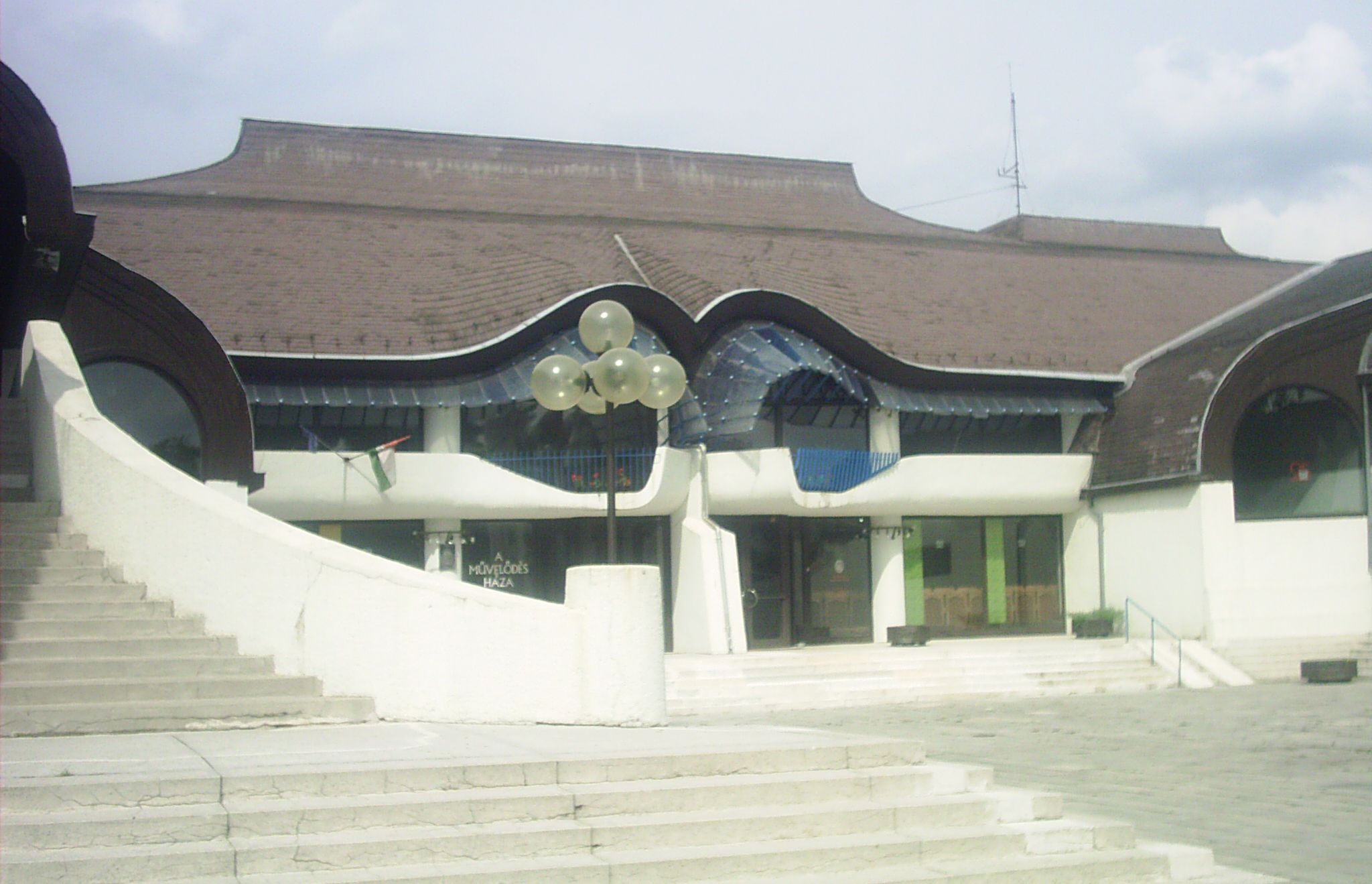
مرکز فرهنگی شاروش‌پاتاک
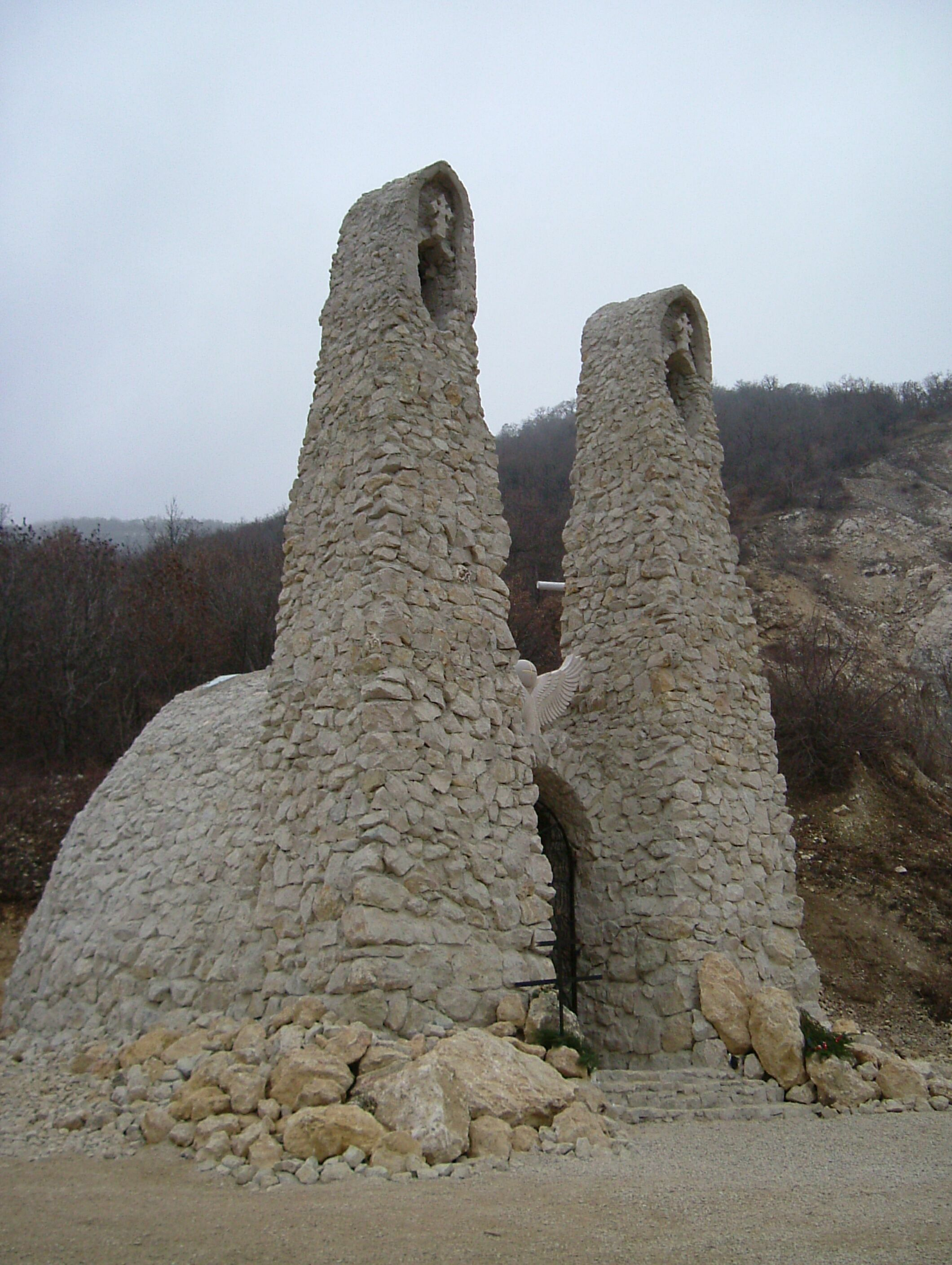
نمازخانهٔ بانوی ما (پیلیش‌سانتو)
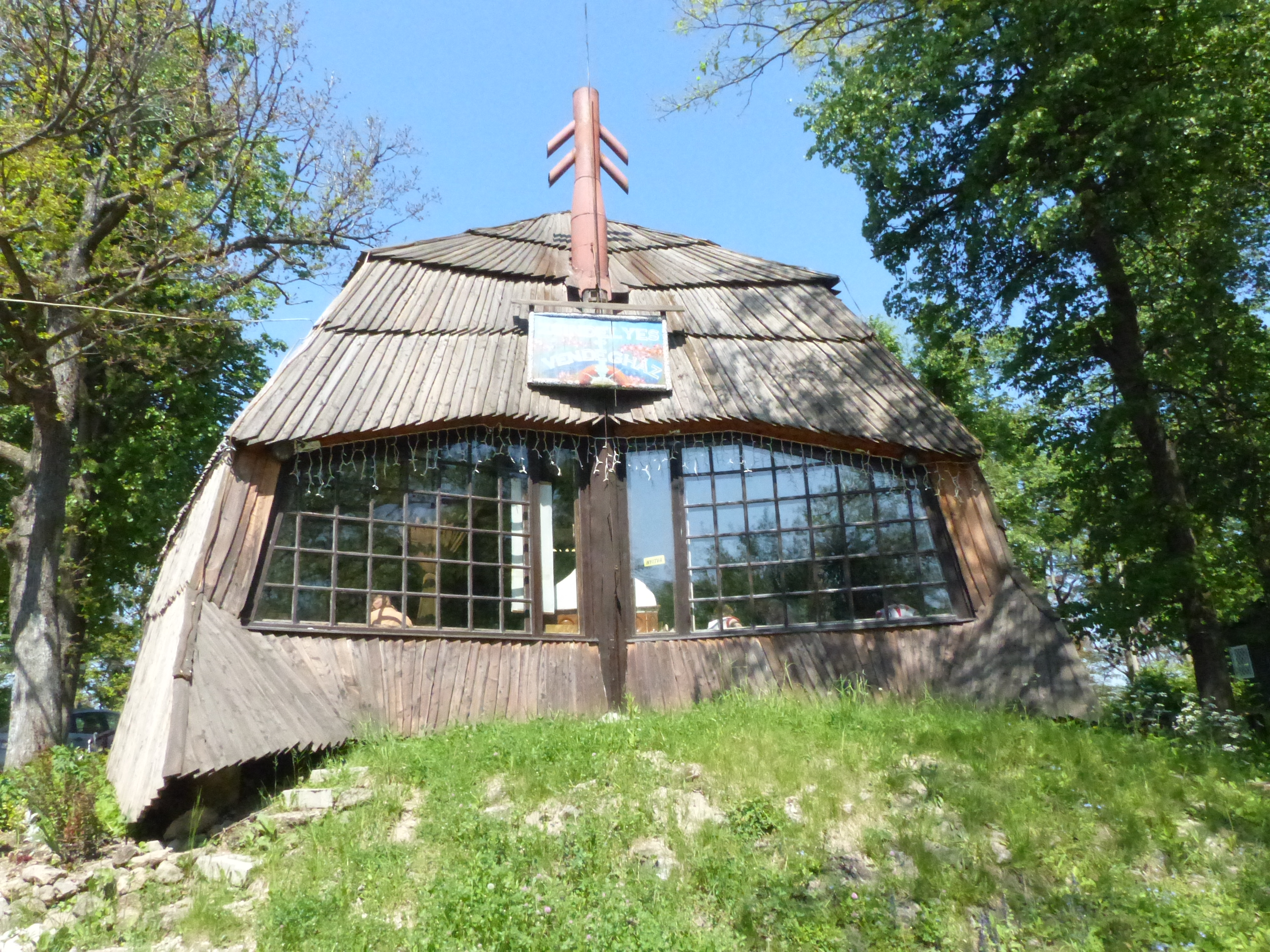
مهمان‌خانهٔ ژیندِیِش در کوه‌های پیلیش
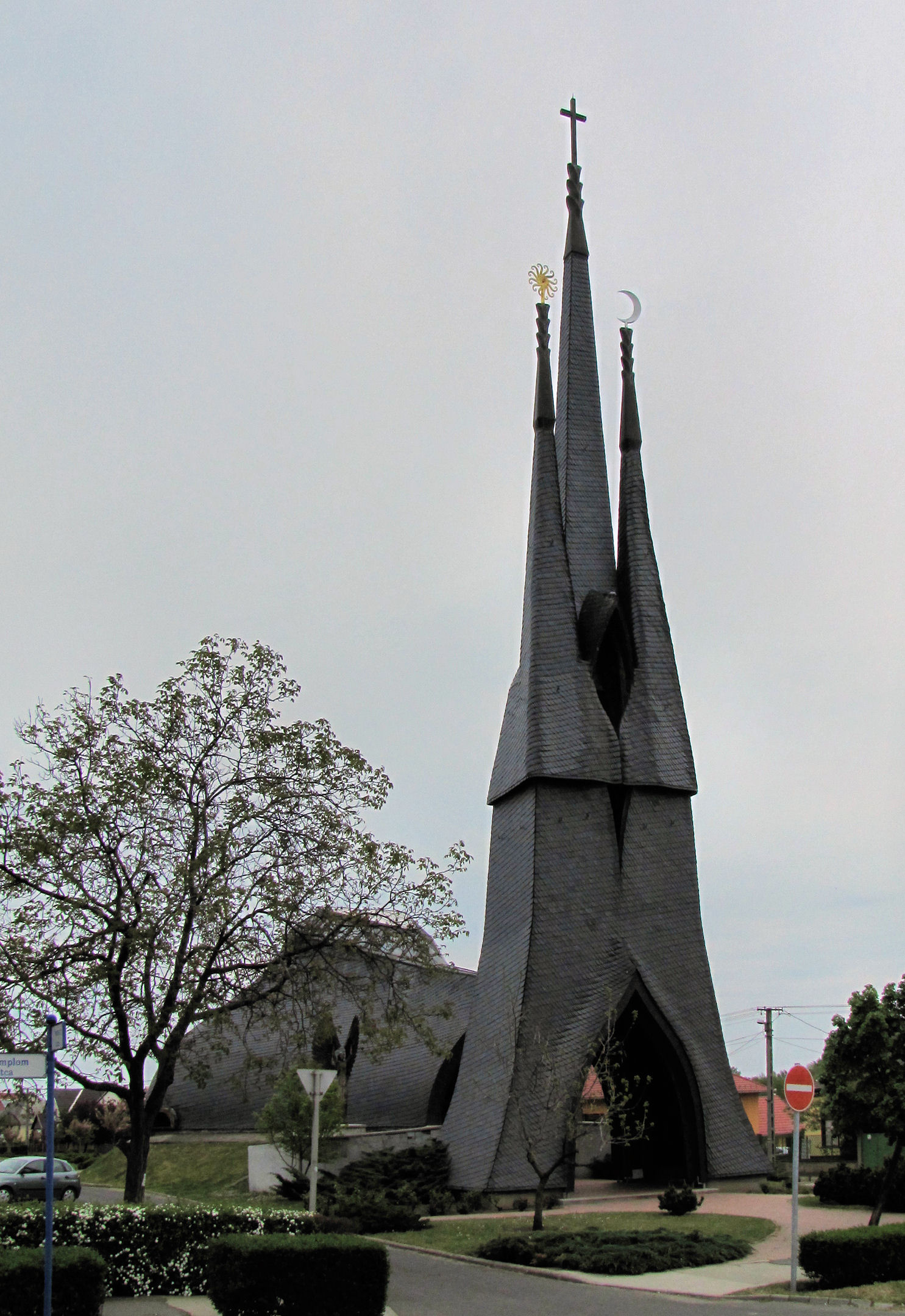
کلیسای روح‌القدس (پاکش)
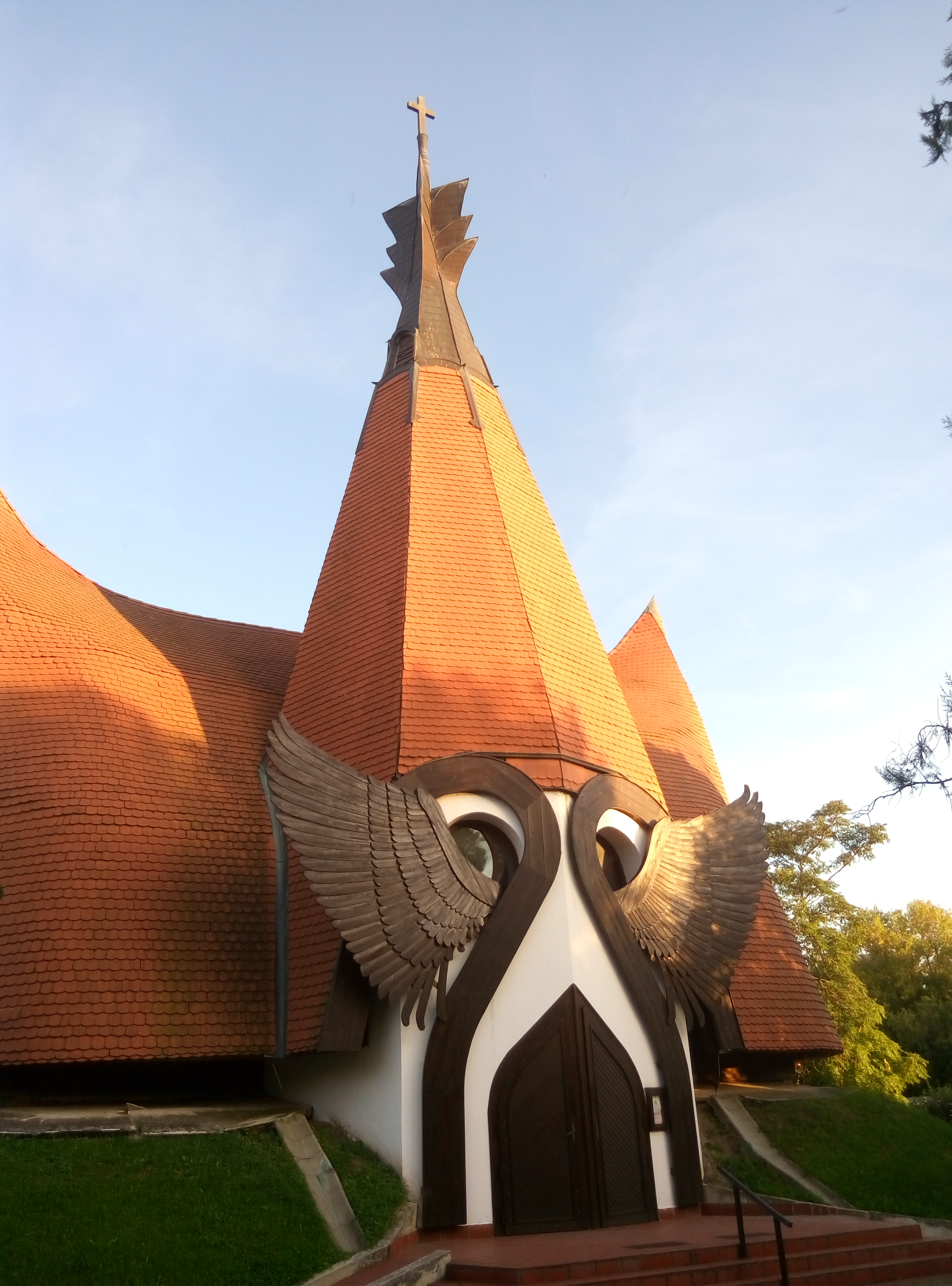
کلیسای لوتری کشتی مسیح (شیوفوک)
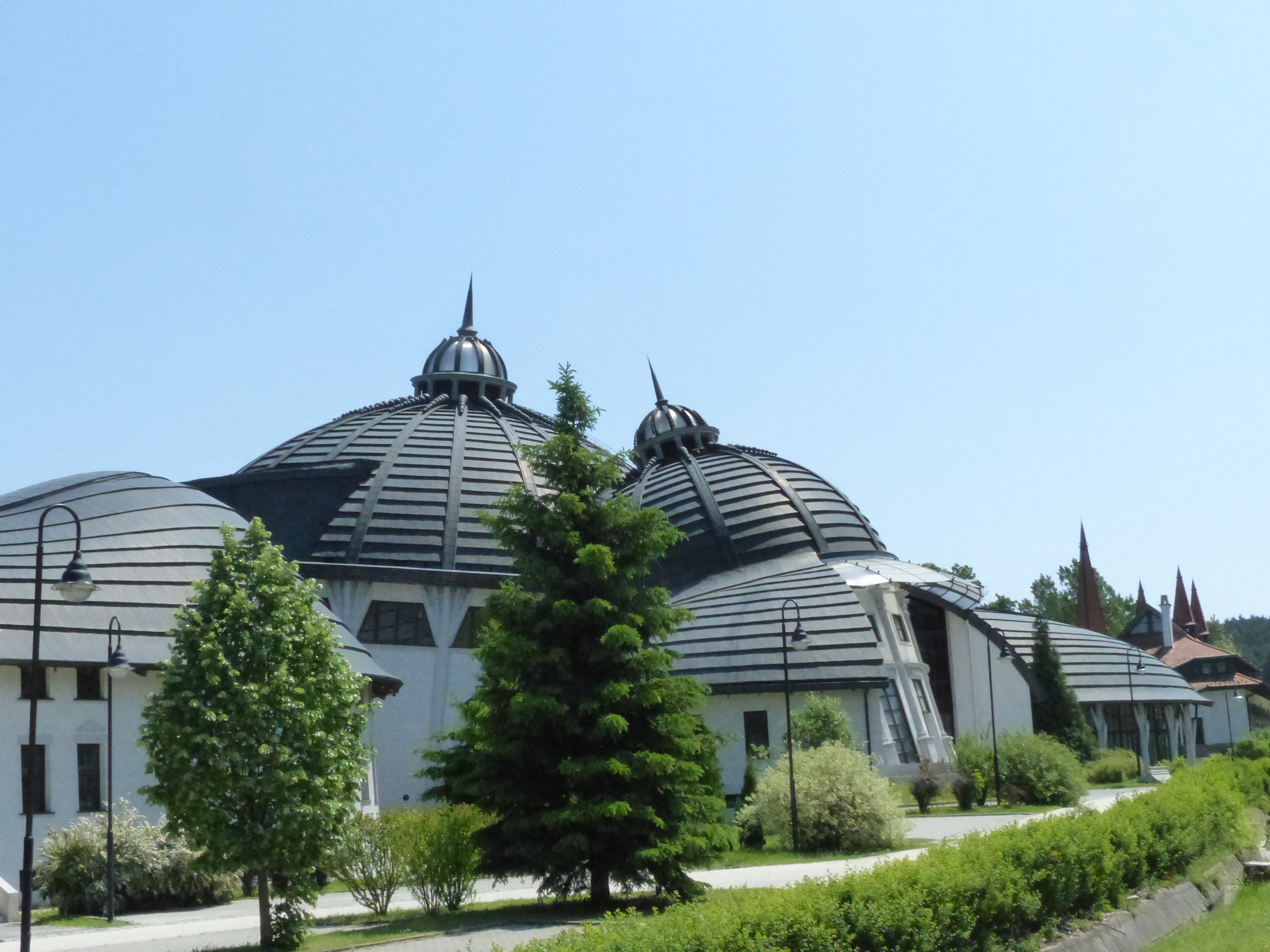
استفانِئوم، دانشگاه پِتِر پازمانی (پیلش‌چابا)
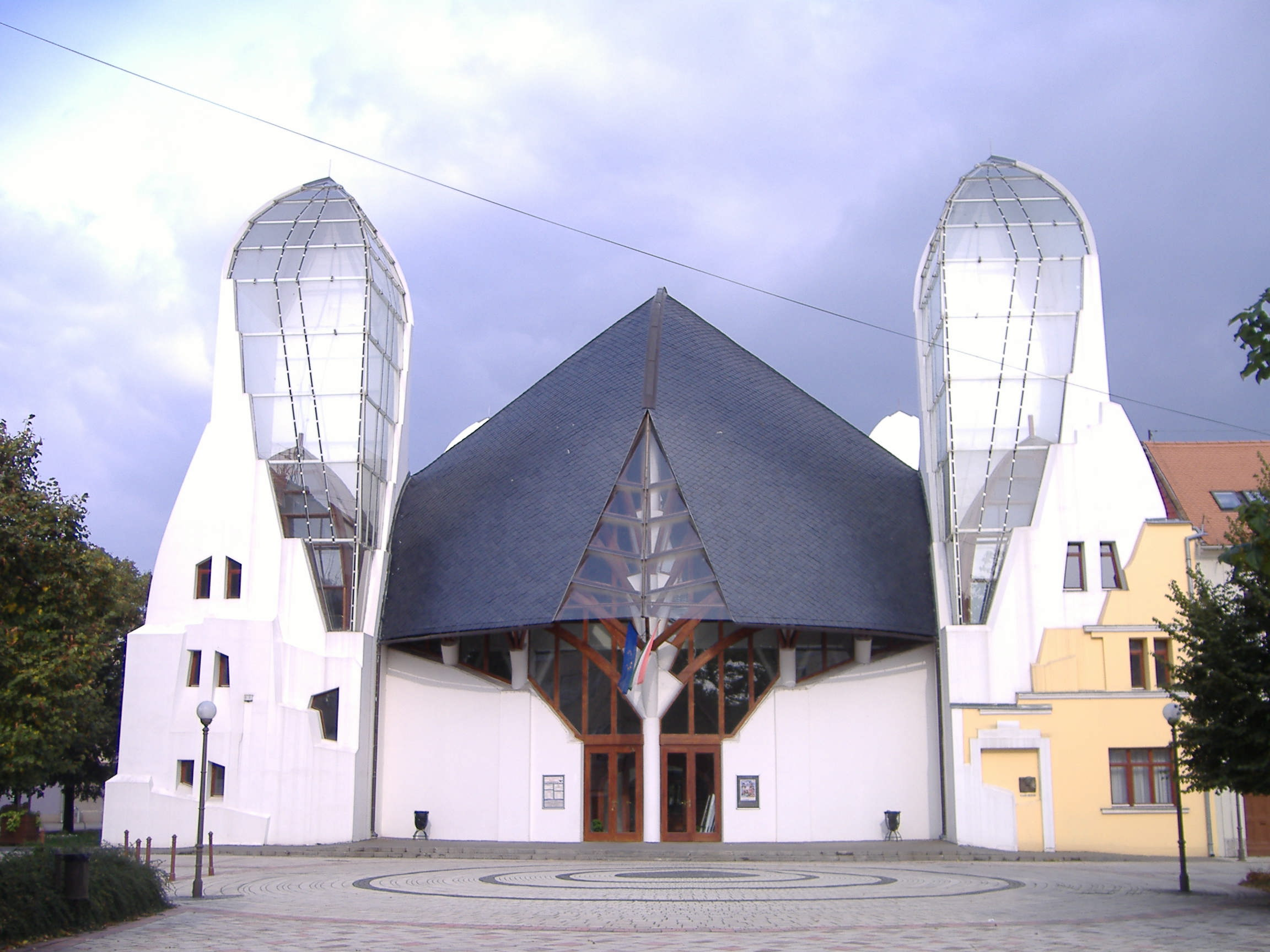
خانهٔ پیاز (ماکو)
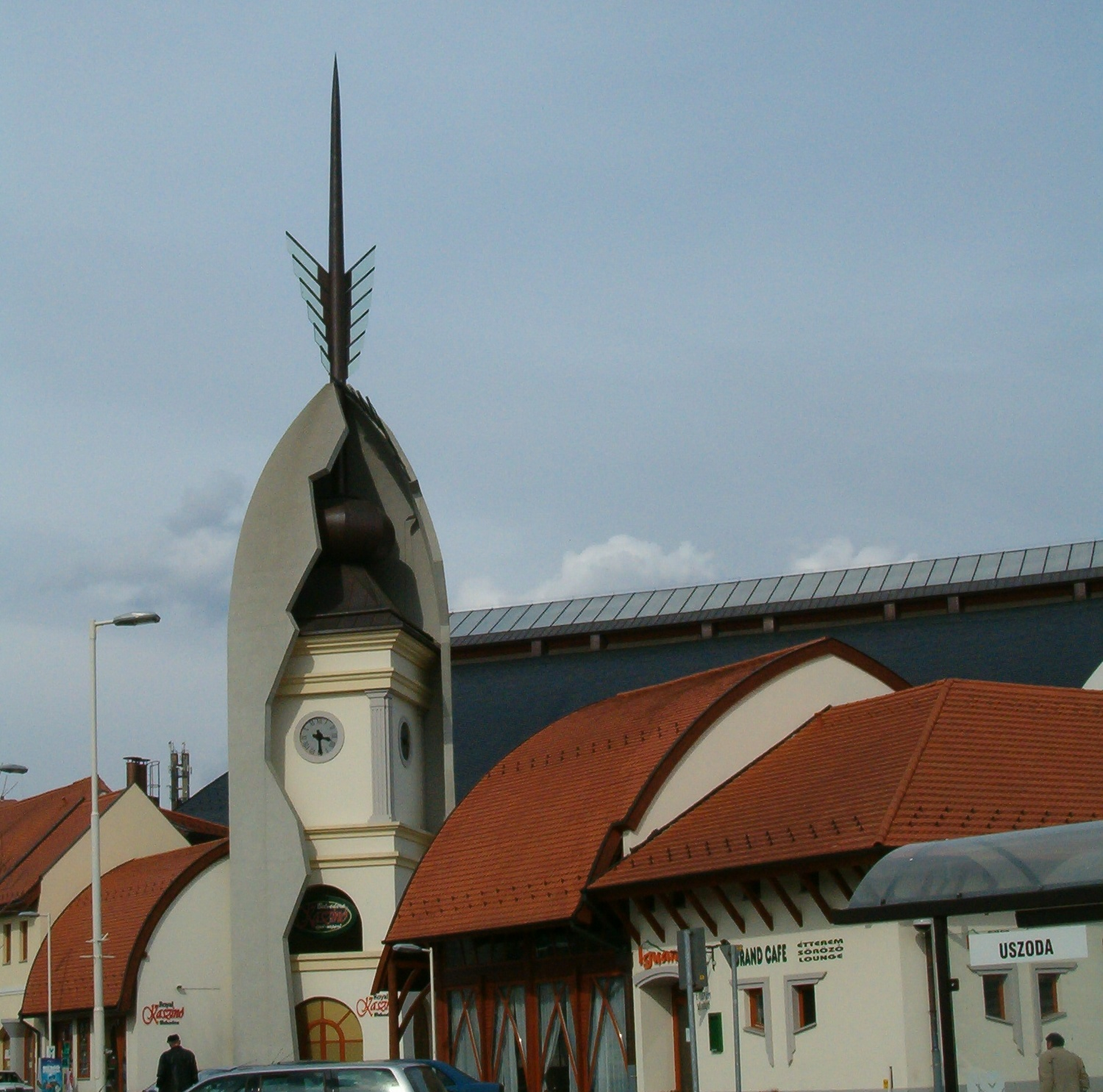
استخر شنای آلادار بیتشکِیی (اِگِر)
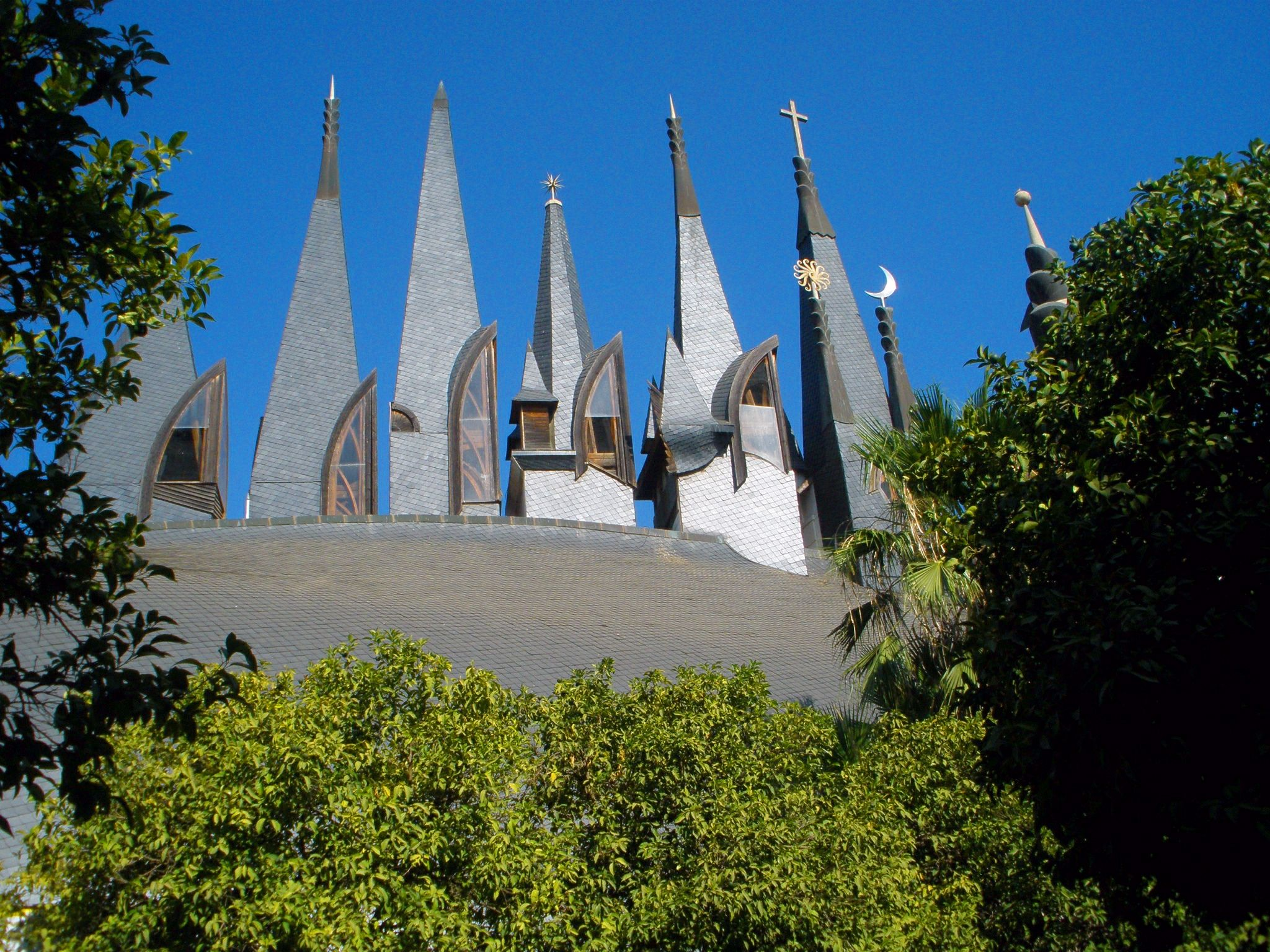
نمایشگاه جهانی ۱۹۹۲ (سویل، اسپانیا)

## یادداشت
1. ↑  [ک ُو ِ]